# Marlene Dietrich

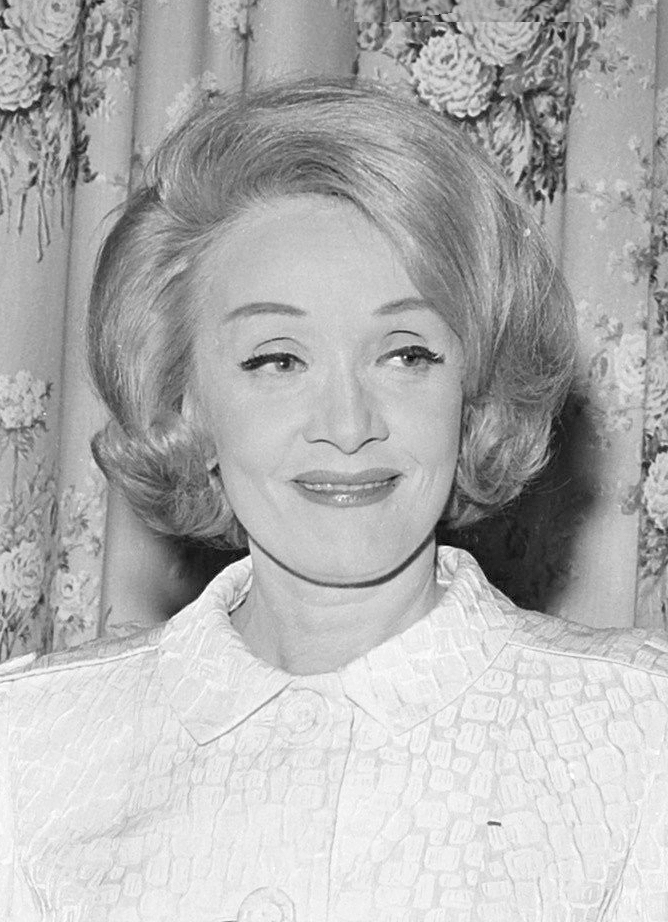
Marlene Dietrich (1963)

Marlene Dietrich (eigentlich Marie Magdalene Sieber, geborene Dietrich; * 27. Dezember 1901 in Schöneberg, heute Berlin; † 6. Mai 1992 in Paris) war eine deutsch-amerikanische Schauspielerin und Sängerin. Dietrich gilt als Hollywood- und Stilikone und ist eine der wenigen deutschsprachigen Künstlerinnen des 20. Jahrhunderts, die auch international Ruhm erlangten. Das American Film Institute wählte sie 1999 unter die 25 größten weiblichen Leinwandlegenden aller Zeiten. Charakteristisch waren ihre rauchig-erotische Stimme, ihre langen Beine und ihre Hosenanzüge, die sie in den 1930er Jahren für Frauen als Kleidungsstück salonfähig machte.

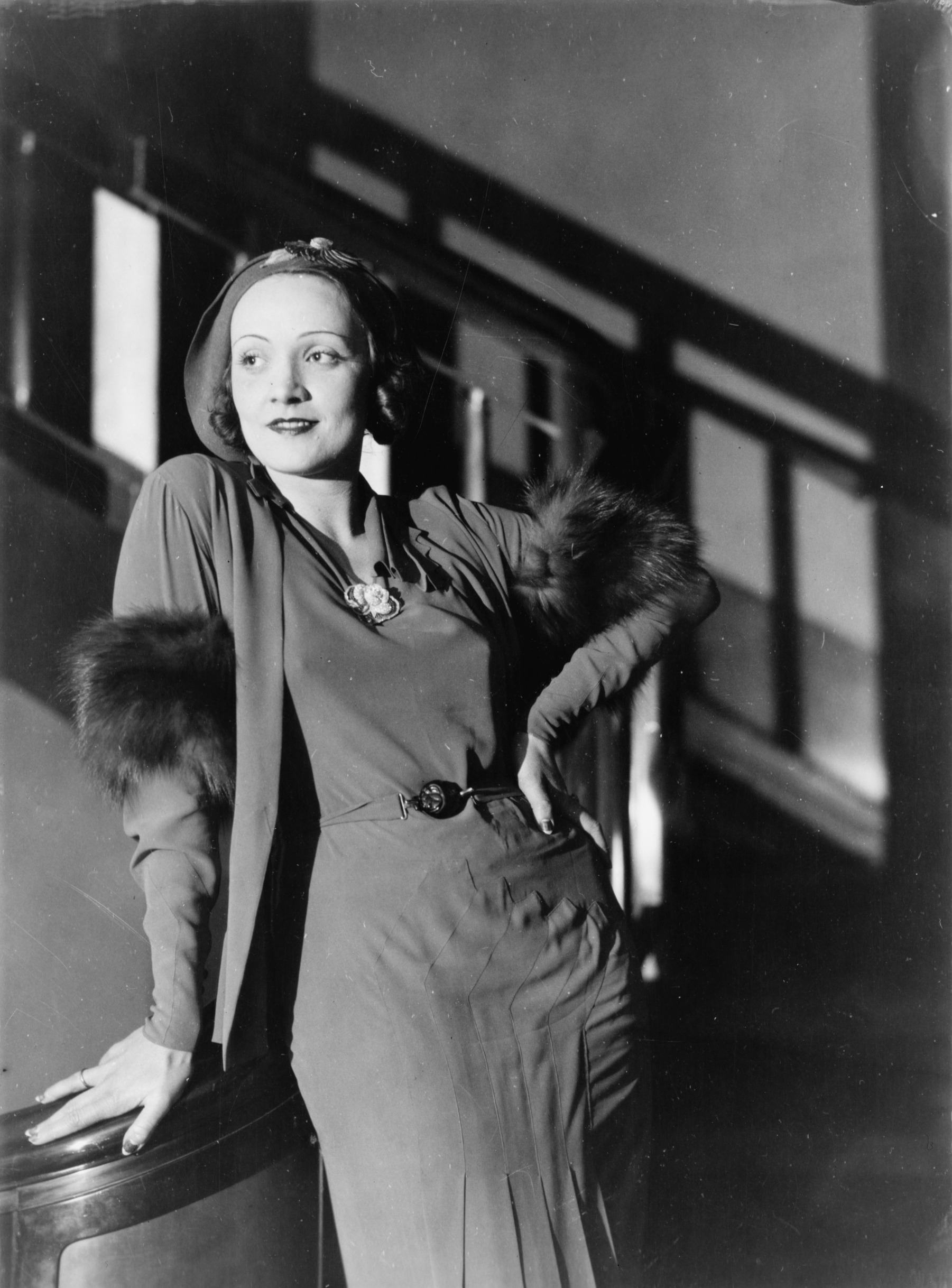
Marlene Dietrich (1920er Jahre)

Dietrich begann ihre Karriere als Schauspielerin am Theater und in Stummfilmen der Goldenen Zwanziger in Berlin. Der Aufstieg zum Weltstar gelang ihr 1930 mit der Hauptrolle in dem Film Der blaue Engel von Regisseur Josef von Sternberg. Mit ihm ging sie Anfang der 1930er Jahre nach Hollywood, wo sie von Paramount unter Vertrag genommen wurde. An der Seite von Gary Cooper drehte sie das Drama Marokko (1930), für das sie eine Oscar-Nominierung als beste Hauptdarstellerin erhielt. Mit Filmen wie Shanghai-Express (1932) und Der große Bluff (1939) etablierte sie sich als erster deutscher Filmstar in Hollywood.
Während der Zeit des Nationalsozialismus in Deutschland weigerte sich die Schauspielerin, die nationalsozialistische Propaganda zu unterstützen. Stattdessen nahm sie 1939 die Staatsbürgerschaft der Vereinigten Staaten an und unterstützte die US-Truppen während des Zweiten Weltkriegs, indem sie im Rahmen der Truppenbetreuung für die Soldaten sang und Verwundete in Lazaretten besuchte. 1947 verlieh ihr US-Präsident Harry S. Truman die Freiheitsmedaille.
Ab den 1950er Jahren stand Dietrich überwiegend als Sängerin auf der Bühne. Zu ihren berühmtesten, auch international erfolgreichen Liedern zählen Ich bin von Kopf bis Fuß auf Liebe eingestellt, Lili Marleen, Ich hab noch einen Koffer in Berlin und Sag mir, wo die Blumen sind. Anerkennung für ihre schauspielerischen Leistungen erhielt sie in diesen Jahren für Zeugin der Anklage (1957) unter der Regie von Billy Wilder und für Urteil von Nürnberg (1961) an der Seite von Spencer Tracy. Nach ihrem Rückzug aus dem Showgeschäft Ende der 1970er Jahre lebte sie bis zu ihrem Tod zurückgezogen in ihrer Pariser Wohnung.

## Leben und Werk

### Frühe Jahre

Das Geburtshaus in der Leberstraße 65 in Berlin

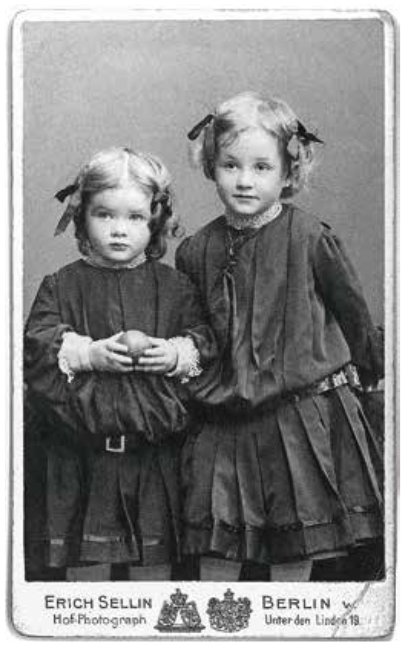
Marlene (links) mit Schwester Liesel im Jahr 1905 (Hoffotograf Erich Sellin, Unter den Linden 19)

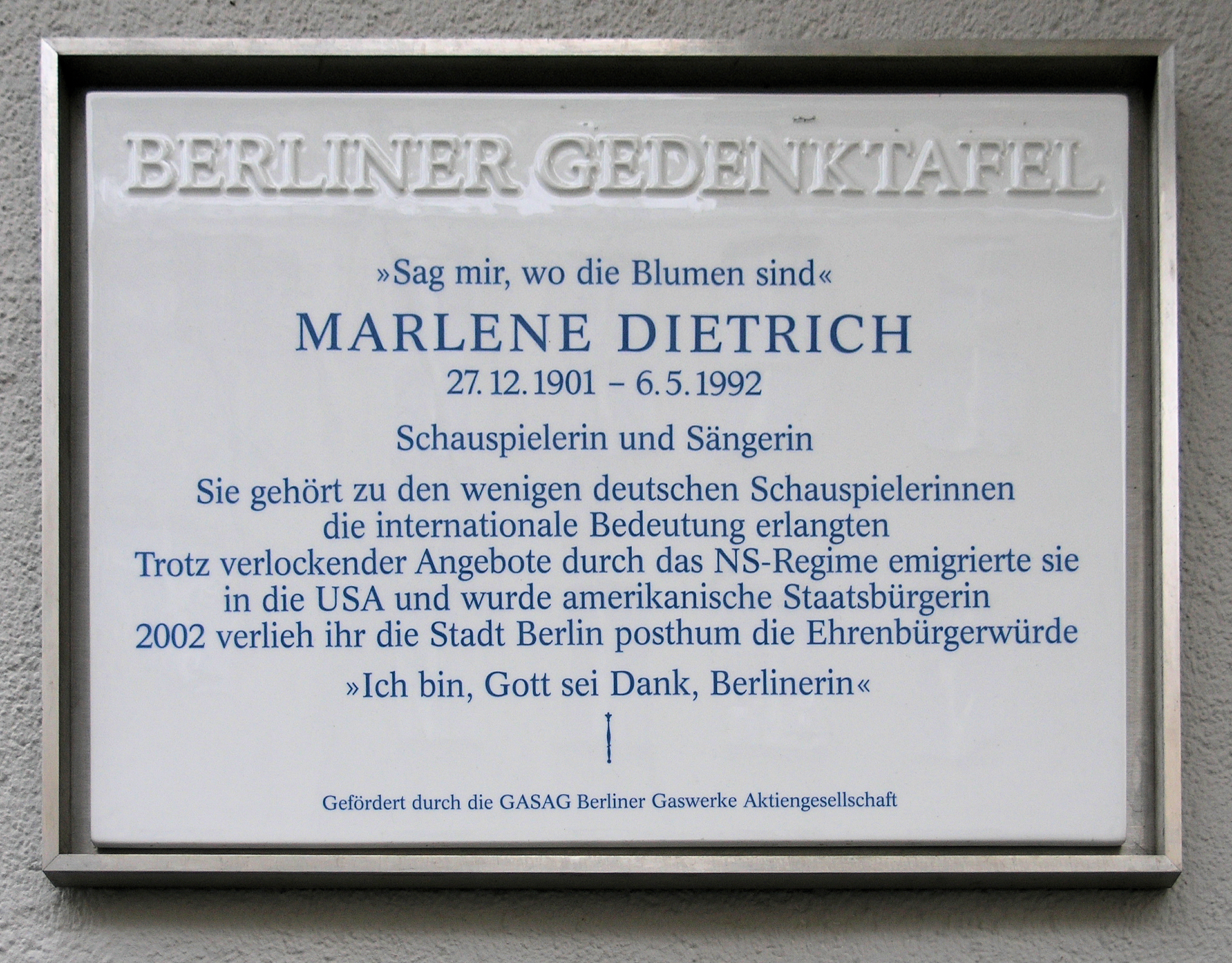
Gedenktafel an ihrem Geburtshaus in Berlin-Schöneberg, Leberstraße 65

Marlene Dietrich kam am 27. Dezember 1901 in der Sedanstraße 53 (ab 1947: Leberstraße 65) in Schöneberg im heutigen Berlin zur Welt. Ihre Eltern waren der Polizeileutnant Louis Erich Otto Dietrich (1867–1908) und dessen Ehefrau Wilhelmine Elisabeth Josephine geborene Felsing (1876–1945), die Tochter des Berliner Juweliers Felsing. Die Familie Felsing war eine renommierte Juweliersfamilie mit dem traditionsreichen Stammgeschäft Unter den Linden. Felsing war königlich-kaiserlicher Hofuhrmacher.

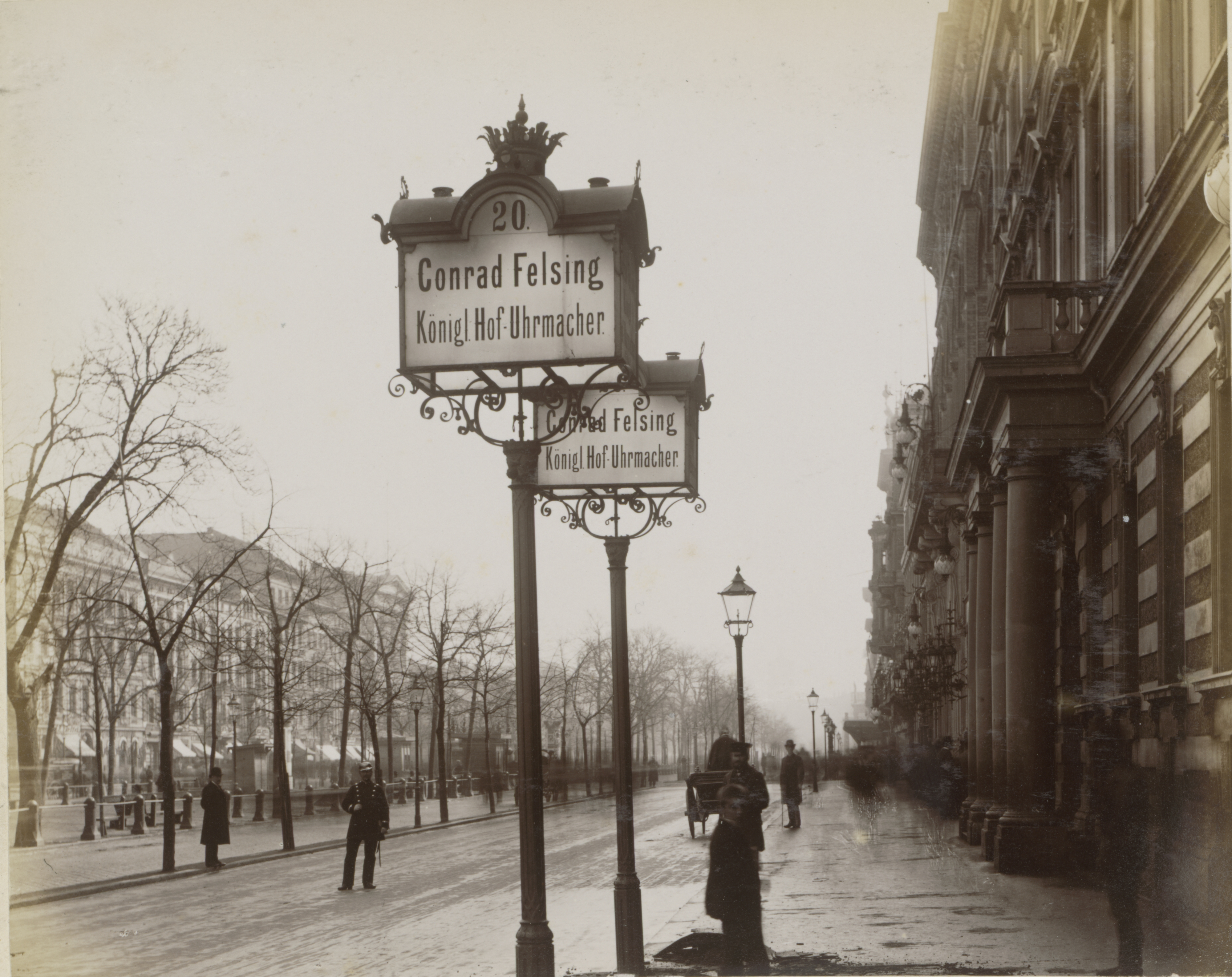
Königlicher Hof-Uhrmacher Conrad Felsing in Berlin, Unter den Linden 20, aufgenommen zwischen 1886 und 1892

Marlene und ihre ältere Schwester Elisabeth (1900–1973) verbrachten ihre ersten Lebensjahre in einem als „gutbürgerlich“ zu bezeichnenden Elternhaus auf der Roten Insel in Berlin.
Schon früh erhielt Marlene Geigen- und Klavierunterricht vom Geiger Bernhard Dessau und lernte Französisch sowie Englisch. Über ihre Kindheit schrieb sie später in ihren Memoiren: „Meine Eltern waren wohlhabend, ich habe die denkbar beste Erziehung genossen.“ Im Frühjahr 1907 wurde sie in die Berliner Auguste-Viktoria-Schule in der Nürnberger Straße eingeschult. Nach dem Tod des Vaters heiratete ihre Mutter 1914 den Offizier Eduard von Losch und die Familie zog nach Dessau, wo Marlene am Antoinetten-Lyceum unterrichtet wurde. Von Losch starb 1916 an der Ostfront an einer Kriegsverletzung. Zu einer Adoption der beiden Töchter war es nicht gekommen. Ab dem 13. April 1917 besuchte Marlene die Victoria-Luisen-Schule (heute Goethe-Gymnasium) in Berlin, die sie zu Ostern 1918 ohne Abitur verließ.
Anfang Oktober 1920 ging sie nach Weimar und wohnte zunächst in einem Mädchenpensionat in der Wörthstraße 49 (heute Thomas-Müntzer-Straße 49). Hier begann sie bei Robert Reitz (mit dem sie zeitweise eine Affäre haben sollte) als Privatschülerin eine Ausbildung zur Konzertgeigerin. Weit verbreitete Annahmen, sie habe an der Staatlichen Musikschule Weimar studiert oder sie sei schon 1919 nach Weimar gekommen, sind falsch. Nach den Sommerferien 1921, die sie bei ihrer Mutter in Berlin verbrachte, wohnte sie bis Ende Oktober 1921 in einer Pension, die sich im Weimarer Haus der Frau von Stein, Ackerwand 27, befand.

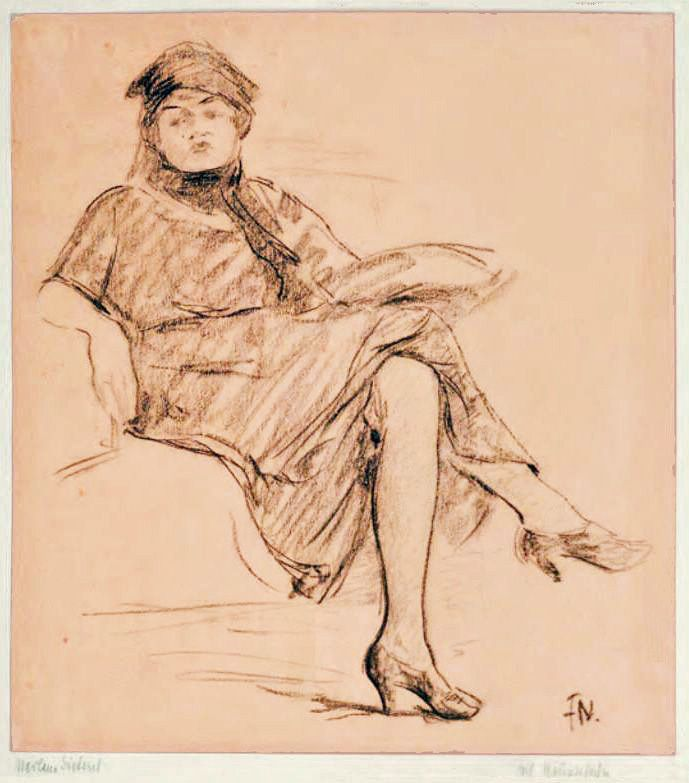
Marlene Dietrich in Weimar (Zeichnung von Friedrich Neuenhahn, 1921)

Während ihres Aufenthaltes in Weimar hatte sie Begegnungen mit dem am Bauhaus tätigen Künstler Lothar Schreyer und mit Alma Mahler, der geschiedenen Frau des Bauhaus-Direktors Walter Gropius. In Weimar entstand die wohl erste künstlerische Darstellung der Marlene Dietrich, eine im Stadtmuseum Weimar aufbewahrte Zeichnung von Friedrich Neuenhahn. Die in Weimar erworbenen Fertigkeiten ermöglichten ihr später – längst zum Filmstar avanciert – das virtuose Spiel auf der Singenden Säge, mit dem sie in Drehpausen ihre Kollegen zu unterhalten pflegte. Aus der Zeit im Weimarer Mädchenpensionat sind die wahrscheinlich allerersten schauspielerischen Posen von Marlene Dietrich überliefert, mit denen sie ihre Pensionatsschwestern gerne unterhielt. Sie mimte dabei u. a. eine „Pagode“, eine damals beliebte Nippesfigur in Gestalt einer asiatischen Figur mit wackelndem Kopf. 1921 setzte sie ihr Studium in Berlin fort, musste es aber im Jahr darauf wegen einer Sehnenentzündung abbrechen, woraufhin sie beschloss, Schauspielerin zu werden.
Zunächst schloss sie sich einer Mädelstruppe an und tingelte mit ihr singend und tanzend durch die Varietés Deutschlands. Ihre ersten Bühnenerfahrungen stellten Marlene Dietrich jedoch nicht zufrieden, sie wollte ans Theater: „Das Theater war der einzige Ort, wo man schöne Texte und schöne Verse vortragen konnte wie die von Rilke, die mir das Herz brachen und doch zugleich auch wieder Mut machten.“

### Anfang der Karriere in den 1920er Jahren
Nach einem Vorsprechen am Deutschen Theater erhielt sie 1922 ihre erste Theaterrolle am Großen Schauspielhaus im Shakespeare-Stück Der Widerspenstigen Zähmung, das Iwan Schmith als Regisseur nach der Inszenierung von Max Reinhardt neu eingerichtet hatte. Irrtümlich wird deshalb häufig angenommen, dass Dietrich auch ihre Schauspielausbildung an Reinhardts Schauspielschule in Berlin absolviert hätte. Tatsächlich nahm sie jedoch zusammen mit Grete Mosheim privaten Unterricht bei Mitgliedern des Reinhardt-Ensembles, wo sie in rhythmischer Bewegung und Gymnastik, im Fechten sowie in der Stimmbildung geschult wurde. Von September 1922 bis April 1923 spielte sie – meist als Statistin – in 92 Theateraufführungen.
Ihr Onkel Willi Felsing vermittelte Dietrich den ersten Kontakt zu einem Filmregisseur und sie wurde zu Probeaufnahmen geladen. Ihr Leinwanddebüt gab Dietrich bald darauf in der Rolle einer Zofe in So sind die Männer (1923) unter der Regie von Georg Jacoby. Später bezeichnete sie sich selbst in dem Film als „eine Kartoffel mit Haaren“.
Bei den Dreharbeiten zum vierteiligen Stummfilmdrama Tragödie der Liebe (1923) unter der Regie von Joe May lernte Dietrich den damaligen Aufnahmeleiter Rudolf Sieber (1897–1976) kennen und heiratete ihn am 17. Mai 1923 in Berlin. Am 13. Dezember 1924 kam die gemeinsame Tochter Maria Elisabeth zur Welt. Dietrich und Sieber trennten sich in den 1930er Jahren; sie blieben jedoch bis zu seinem Tod verheiratet.
Nach mittleren bis großen Bühnenparts und tragenden Filmnebenrollen wurde Dietrich ab 1927 auch mit Hauptrollen in Filmprojekten betraut. So engagierte sie der Wiener Filmproduzent Sascha Kolowrat-Krakowsky als Erni Göttlinger in Gustav Ucickys Café Elektric, in dem sie neben dem Publikumsliebling Willi Forst spielte. 1928 bekam Dietrich eine weitere Hauptrolle im Harry-Liedtke-Film Ich küsse Ihre Hand, Madame von Regisseur Robert Land. Trotzdem verleugnete sie ihre frühen Rollen in späteren Jahren häufig und stufte ihr deutsches Bühnen- und Filmschaffen auf reine Komparserie zurück. „Fragen Sie mich nicht über die Zwanziger Jahre. Ich war in den Zwanziger Jahren überhaupt nichts“, sagte Dietrich in einem Interview mit Maximilian Schell in der Zeit vom 25. März 1983. Gesichert ist jedoch ihre Mitwirkung bei immerhin 18 Stummfilmen in den Goldenen Zwanzigern (vgl. Kap. Stummfilme).

### Durchbruch mit dem „Blauen Engel“

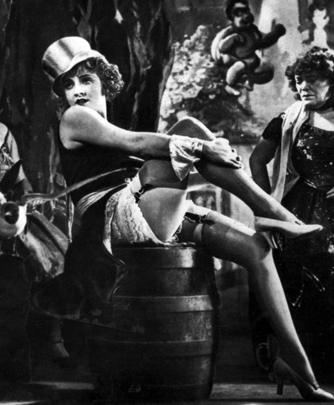
Marlene Dietrich in Der blaue Engel

1929 erhielt Dietrich die Rolle, die ihr zum internationalen Durchbruch verhalf: die „femme fatale“ Lola Lola in Der blaue Engel (1930) nach der Romanvorlage Professor Unrat von Heinrich Mann. Der UFA-Filmproduzent Erich Pommer hatte den österreichisch-US-amerikanischen Regisseur Josef von Sternberg für die Produktion engagiert. Die Dreharbeiten fanden in den Ufa-Ateliers in Neubabelsberg, dem heutigen Studio Babelsberg in Potsdam, statt.
Drehbuchautor Karl Vollmoeller machte von Sternberg, der auf der Suche nach einer geeigneten Hauptdarstellerin für die Romanverfilmung war, auf Dietrich aufmerksam, die zu diesem Zeitpunkt in der Spoliansky-Kaiser-Revue Zwei Krawatten auftrat. Da von Sternberg nach dem Besuch der Revue skeptisch blieb, setzte Vollmoeller einen Probeaufnahmetermin für Dietrich durch. „Ich drängte Herrn von Sternberg die Hauptrolle mit Marlene Dietrich, einer bis zu diesem Zeitpunkt unbekannten, jungen Schauspielerin zu besetzen, von der ich jedoch überzeugt war, daß sie das Potential besaß, ein wirklich großer Filmstar zu werden. Herr von Sternberg schloß sich bei derartigen Gelegenheiten stets meiner Meinung an, da ich mir den Ruf eines untrüglichen Talentsuchers erworben hatte“, erinnerte sich Vollmoeller in seinen autobiografischen Notizen. Die Probeaufnahmen überzeugten von Sternberg schließlich, so dass er sich für Dietrich und gegen die von Pommer favorisierte Lucie Mannheim oder weit bekanntere Schauspielerinnen wie Blandine Ebinger, Brigitte Helm und Käte Haack entschied. Auch Hans Albers, Dietrichs Revue-Partner in Zwei Krawatten, wurde für den Film engagiert.
Am 9. Oktober 1929 unterzeichnete Dietrich den Vertrag, der ihr pauschal 20.000 Reichsmark zusicherte, zuzüglich 5.000 RM für die parallel gedrehte englischsprachige Fassung. Ihr Filmpartner Emil Jannings, als internationaler Star, erhielt eine Gage von 200.000 RM. Mit der Rolle der Lola Lola initiierte Josef von Sternberg Dietrichs Aufstieg zu einem neuen Weltstar binnen weniger Jahre; sein starkes Interesse an der jungen Darstellerin fiel Jannings auf und missfiel ihm sehr. Die Dreharbeiten liefen daher unter Spannungen zwischen Altstar und Newcomerin; gut 30 Jahre später beschrieb Dietrich in einem Interview ihre Stellung im Produktionsteam so: „Albers war immer nett zu mir, Jannings dagegen lehnte mich bis zum letzten Drehtag […] ab, wie viele, die den Regisseur Sternberg für verrückt hielten, weil er mich engagierte. Sehen Sie, man fragt mich immer nach meinen Schauspieler-Kollegen von damals, aber schließlich war ich doch ein Nichts. Eine kleine Komparsin, die in Reinhardts verschiedenen Theatern – mit dem Bus von einem zum anderen eilend – je einen Satz in verschiedenen Stücken am selben Abend sprechen durfte, die Komparserie in ein paar Filmen machte. Und an die niemand glaubte, als Sternberg mir die Rolle im Blauen Engel gab …“
Der blaue Engel feierte am 1. April 1930 in Berlin Uraufführung; die US-Premiere fand am 5. Dezember 1930 statt. Das im Film von Dietrich gesungene Lied Ich bin von Kopf bis Fuß auf Liebe eingestellt (englisch Falling In Love Again) wurde in vielen Ländern ein Evergreen.

### Emigration und Hollywood-Karriere in den 1930er Jahren

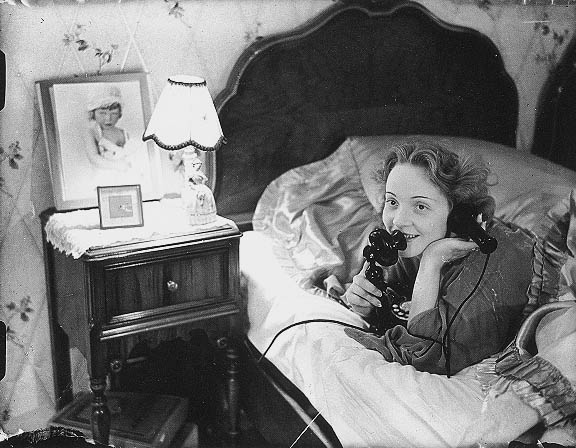
Marlene Dietrich telefoniert mit ihrer Tochter in Berlin, Foto: Erich Salomon, Hollywood 1930

Nach Dietrichs großem Erfolg als Lola Lola folgte sie dem Regisseur Josef von Sternberg nach Hollywood. Sie unterschrieb einen Siebenjahresvertrag bei Paramount Pictures, der ihr ein Anfangsgehalt von 1750 US-Dollar pro Woche zusicherte. Gleichzeitig begann ihre Inszenierung als Sexsymbol und Hollywood-Diva: Sie nahm 30 Pfund ab, trug die feinste Garderobe und achtete bei Dreharbeiten stets auf das richtige Licht und Make-up.
Ihren ersten Hollywood-Film mit dem Titel Marokko (1930) drehte sie an der Seite von Gary Cooper und unter der Anweisung von Sternberg. Dietrich spielt darin eine Nachtclubsängerin, die sich zwischen zwei Männern entscheiden muss. In der berühmtesten Szene des Films küsst Dietrich als Mann gekleidet eine andere Frau. Die Szene, die auf Vorschlag der Schauspielerin ins Drehbuch geschrieben wurde, wäre damals wegen der strengen US-Zensur beinahe der Schere zum Opfer gefallen. Um dies zu verhindern, kam Dietrich auf die Idee, in der Szene eine Blume der geküssten Frau anzunehmen, die sie dann ihrem Filmpartner Gary Cooper überreichte. Mit diesem „Trick“ konnte sie die Zensoren von der Notwendigkeit des Filmkusses überzeugen, da die Blume in der Hand der Hauptdarstellerin sonst keinen Sinn mehr gehabt hätte. Für ihre Rolle in dem Liebesdrama erhielt sie eine Oscar-Nominierung als beste Hauptdarstellerin. Es blieb ihre einzige Nominierung für den Preis.
In dem Kriegsdrama Entehrt (1931) spielte Dietrich, zum dritten Mal unter der Regie Sternbergs, eine Spionin. Ein Jahr später folgte die vierte und kommerziell erfolgreichste Zusammenarbeit des Regisseurs und der Schauspielerin: Shanghai-Express. Nach dem Drama Blonde Venus (1932) mit Cary Grant und dem Historienfilm Die scharlachrote Kaiserin (1934) war Der Teufel ist eine Frau (1935) der letzte gemeinsame Film von Dietrich und Sternberg.
Im Jahr 1936 lehnte sie ein Angebot von Goebbels ab, der ihr hohe Gagen und freie Wahl bei Drehbuch und Mitarbeitern für in Deutschland gedrehte Filme zusicherte. Dietrich blieb in den Vereinigten Staaten und drehte ihren nächsten Paramount-Film unter der Regie von Ernst Lubitsch. 1937 stellte sie einen Antrag auf Erlangung der US-amerikanischen Staatsbürgerschaft.
1938 wurde sie zusammen mit Greta Garbo, Joan Crawford, Katharine Hepburn und weiteren Spitzenstars der Zeit von der Filmpresse zum „Kassengift“ erklärt.
Ihre Filme erfüllten nicht die Erwartungen bei den Einspielergebnissen. Aus der Sackgasse verhalf ihr ein Imagewandel, den sie mit dem Western Der große Bluff (1939) vollzog.

### Truppenbetreuung im Zweiten Weltkrieg
Ein Jahr vor Ausbruch des Zweiten Weltkriegs verlegte Dietrich ihren europäischen Hauptwohnsitz nach Paris, von wo aus sie begann, Flüchtlinge aus Deutschland und emigrierende Künstler aktiv und finanziell zu unterstützen. Am 9. Juni 1939 legte Dietrich die deutsche Staatsbürgerschaft ab und nahm die US-amerikanische an.
Nachdem sich ihr Geliebter, der französische Charakterdarsteller Jean Gabin, in den USA freiwillig zu den Forces françaises libres gemeldet hatte, entschloss sie sich, im Rahmen der Truppenbetreuung als Sängerin für die GIs möglichst nahe der Front aufzutreten. Beim Vormarsch nach Deutschland wollte sie früh dort sein. Während der Ardennenoffensive entkam sie knapp einer Gefangennahme. Wegen ihrer bedingungslosen Solidarität mit den kämpfenden „Boys“ wurde sie eine der beliebtesten und begehrtesten Akteurinnen der US-amerikanischen Truppenbetreuung in Afrika und Europa. Später resümierte sie, nie wieder solch einen intensiven Kontakt zu ihrem Publikum gehabt zu haben.
In Stolberg hinter der deutsch-belgischen Grenze bei Aachen wurde sie von einer Deutschen erkannt und zu ihrer großen Überraschung mit Freude begrüßt. Diese unerwartete Reaktion sollte kein Einzelfall bleiben, andere Frauen des Ortes sammelten Zutaten für einen Willkommenskuchen, der laut Dietrich die köstlichste Speise ihres Lebens war.

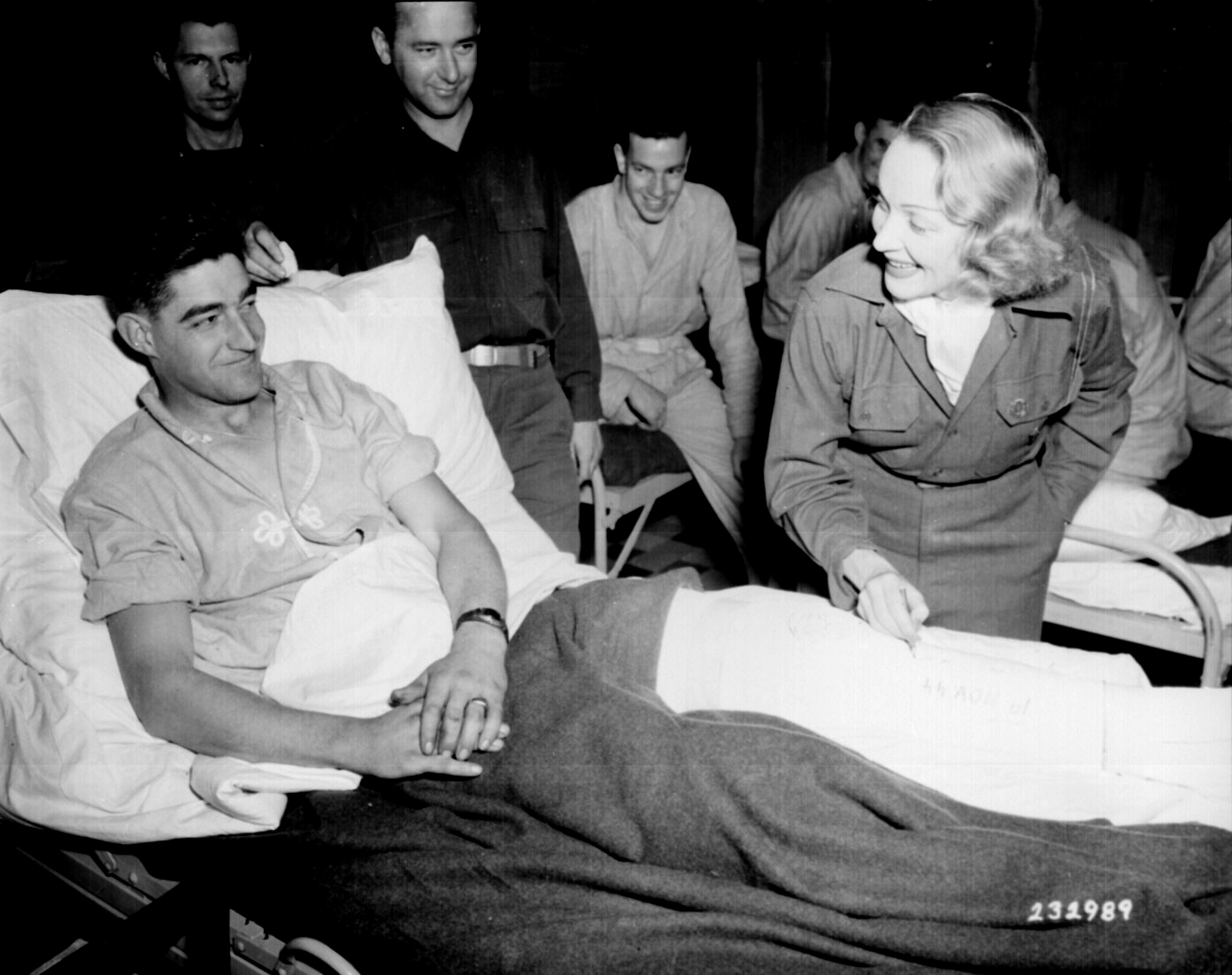
Marlene Dietrich gibt einem verwundeten US-Soldaten ein Autogramm, Belgien, 1944

Bei der Durchquerung Süddeutschlands mit den amerikanischen Truppen erhielt sie nach der Befreiung des KZ Bergen-Belsen durch die Briten am 15. April 1945 Nachricht von ihrer Schwester Elisabeth. Diese hatte gemeinsam mit ihrem Mann Georg Will während des Zweiten Weltkriegs in einer Kaserne in Bergen in der Lüneburger Heide nahe dem KZ ein hauptsächlich von SS-Mannschaften besuchtes Kasino und Kino betrieben. Marlene Dietrich besuchte ihre Schwester noch vor Kriegsende und unterstützte sie, indem sie sich bei der Besatzungsmacht für sie verwandte. Auch in späteren Jahren wurde Elisabeth Will von Dietrich finanziell unterstützt, aber sonst in der Öffentlichkeit verleugnet, um sie aus den Schlagzeilen zu halten. Der einzige Sohn der Wills, Hans Georg, arbeitete später für die UFA in der Bundesrepublik Deutschland.
Das Kriegsende erlebte Marlene Dietrich mit den amerikanischen Truppen im tschechischen Pilsen. In den nachfolgenden Maitagen gelang es ihr, die Verwandten ihres Mannes in Aussig im sowjetisch besetzten Teil Böhmens aufzusuchen, die kurz darauf vertrieben wurden. Für den Juni belegt ein Foto, das in einer amerikanischen Armeezeitung veröffentlicht wurde, den Aufenthalt Dietrichs in einem Quartier einer amerikanischen Panzereinheit in Apolda in Thüringen.
Während Dietrich im Frühsommer 1945 nach New York zurückkehrte, konnte ihre Mutter von den sowjetischen Truppen im besetzten Berlin ausfindig gemacht werden, die ihre amerikanischen Alliierten hiervon unterrichteten. Als die Amerikaner im Juli 1945 in Berlin einrückten, konnte Dietrich per Militärfunk kurz mit ihrer Mutter sprechen und sie einige Wochen später, Ende September, anlässlich einer weiteren USO-Konzertreise in Berlin wiedersehen. Ihre Mutter, die sich geschworen hatte, Adolf Hitler zu überleben, starb im November 1945. Dietrich gelang es, zur Beisetzung auf dem Friedhof an der Stubenrauchstraße in Berlin-Friedenau rechtzeitig einzufliegen.

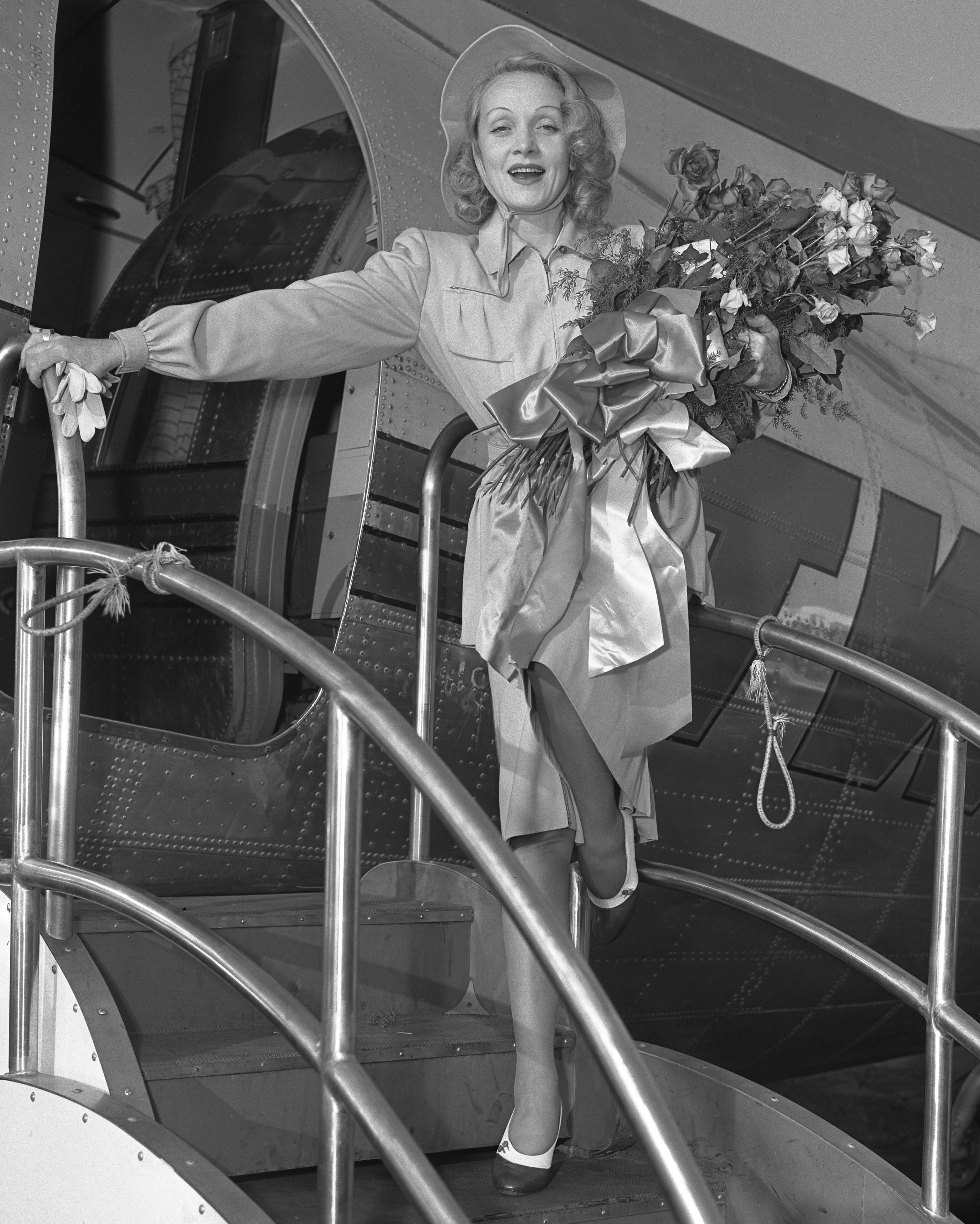
Marlene Dietrich zurück in Los Angeles, 1946

Ihr politisches und soziales Engagement gegen das NSDAP-Regime fand international deutlich früher eine Würdigung als in ihrem Heimatland Deutschland, wo ihr Handeln bei vielen auf Unverständnis stieß. Durch ihr Handeln sei sie nicht nur gegen Hitler aufgetreten, sondern auch gegen viele Millionen einfacher deutscher Soldaten. Der Begriff der „Verräterin“ wurde (auch heute noch) vielfach publiziert und diskutiert. Die Gedenkstätte Deutscher Widerstand betrachtet Marlene Dietrich als Teil des Deutschen Widerstands.

#### Ehrungen
Im November 1947 erhielt sie auf Initiative gleich mehrerer Befehlshaber der US-Army die Medal of Freedom, den höchsten Orden der USA für Zivilisten. 1950 folgte die Verleihung des Titels „Chevalier de la Legion d’Honneur“ (Ritter der Ehrenlegion) durch die französische Regierung. Die französischen Präsidenten Pompidou und Mitterrand beförderten sie für ihre Verdienste später zum „Officier“ und schließlich zum „Commandeur“ der Ehrenlegion.
Mit Beginn des Kalten Krieges wurde ihr Engagement zunehmend pazifistisch. Am deutlichsten machte sie dies mit dem Lied Sag mir, wo die Blumen sind von Pete Seeger.

### Rückkehr in der Nachkriegszeit
Nach dem Krieg spielte Dietrich in Billy Wilders Dreieckskomödie Eine auswärtige Affäre (1948) eine deutsche Nachtklubsängerin im zerstörten Berlin, die während des Dritten Reichs eine enge Beziehung zur Naziführung unterhalten hatte. In dem Film geißelte sie mit dem Lied Black Market das damalige Schwarzmarktwesen; Friedrich Hollaender begleitete sie dabei am Klavier.
In Hollywood begegnete Dietrich 1948 zum ersten Mal der jungen Hildegard Knef, zu der sie über Jahrzehnte eine fast mütterliche Freundschaft pflegte. Ein Jahr später drehte Dietrich unter der Regie von Alfred Hitchcock den Thriller Die rote Lola (1950), gefolgt von dem britischen Filmdrama Die Reise ins Ungewisse (1951) an der Seite von James Stewart und dem Western Engel der Gejagten (1952) von Fritz Lang.

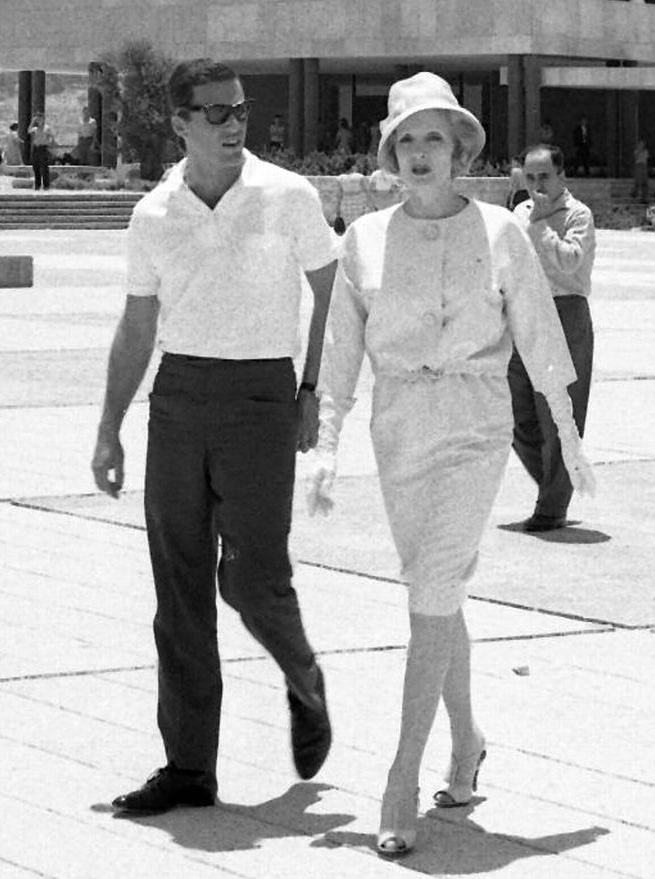
Burt Bacharach und Marlene Dietrich während einer Tournee in Israel, 1960

Ab 1953 stand sie fast ausschließlich als Sängerin auf der Bühne und feierte mit ihrem „sprechenden Gesang“ und Liedern wie Lili Marleen, das zuvor vor allem durch Lale Andersen bekannt geworden war, weltweit Erfolge. Von 1953 bis 1954 gab sie Bühnenshows in Las Vegas im Sahara Hotel und in London im Café de Paris. Ihr musikalischer Begleiter wurde ab 1955 für etwa zehn Jahre Burt Bacharach, der ihr mit maßgeschneiderten Arrangements half, ihr Image von der Nachtklubsängerin in das einer ausdrucksstarken Künstlerin zu wandeln; sie trat nun nicht mehr in Klubs, sondern nur noch in Theatern auf und entwickelte ihre berühmte „One-Woman-Show“. In New York City, 993 Park Avenue, besaß Dietrich seit 1959 ein Penthouse.
Auf einer Europatournee kehrte sie 1960 nach Westdeutschland und West-Berlin zurück. Wie sie selbst betonte, war ihr Publikum begeistert von ihrer Show. Sie traf aber nicht nur auf ein freundliches Publikum, sondern sah sich auch als „Vaterlandsverräterin“ Anfeindungen ausgesetzt. In Berlin hielten Demonstranten vor dem Titania Palast Schilder mit „Marlene Go Home“ hoch. Wie sich 2001 herausstellte, war dies eine vom Ministerium für Staatssicherheit (MfS) gelenkte Aktion, um Zweifel zu säen, ob es sich angesichts der angeblich revanchistischen Gesinnung der West-Berliner lohne, weiter für diese Stadt einzutreten. In Düsseldorf wurde sie von einem jungen Mädchen angespuckt, und auf einer Bühne warf jemand mit einem Ei auf sie. Der Werfer wurde vom Theaterpublikum nahezu gelyncht und musste unter Schutz aus dem Theater gebracht werden. Bei einem Interview nach diesem Vorfall antwortete Dietrich auf die Frage, ob sie Angst vor einem Anschlag habe, lakonisch: „Angst? Nein, ich habe keine Angst. Nicht vor den Deutschen, nur um meinen Schwanenmantel, aus dem ich Eier- oder Tomatenflecken kaum herausbekommen würde, um den habe ich etwas Angst.“
Im Jahr 1961 drehte sie ihren letzten großen Film, Urteil von Nürnberg, in dem es um die Nürnberger Prozesse und eine der Kernfragen der Nachkriegszeit geht: Was haben die Deutschen von den Nazi-Verbrechen gewusst? Dabei spricht sie als Schauspielerin Texte, von deren Wahrheit sie nicht überzeugt war. In ihren letzten Rollen widerlegte Dietrich die Meinung, dass sie als Schauspielerin nur mäßig begabt war, keine Gefühlsausbrüche spielen konnte, und erntete großen Beifall für ihre Darstellung, die ihr beinahe den Golden Globe für ihre Rolle in Zeugin der Anklage einbrachte.

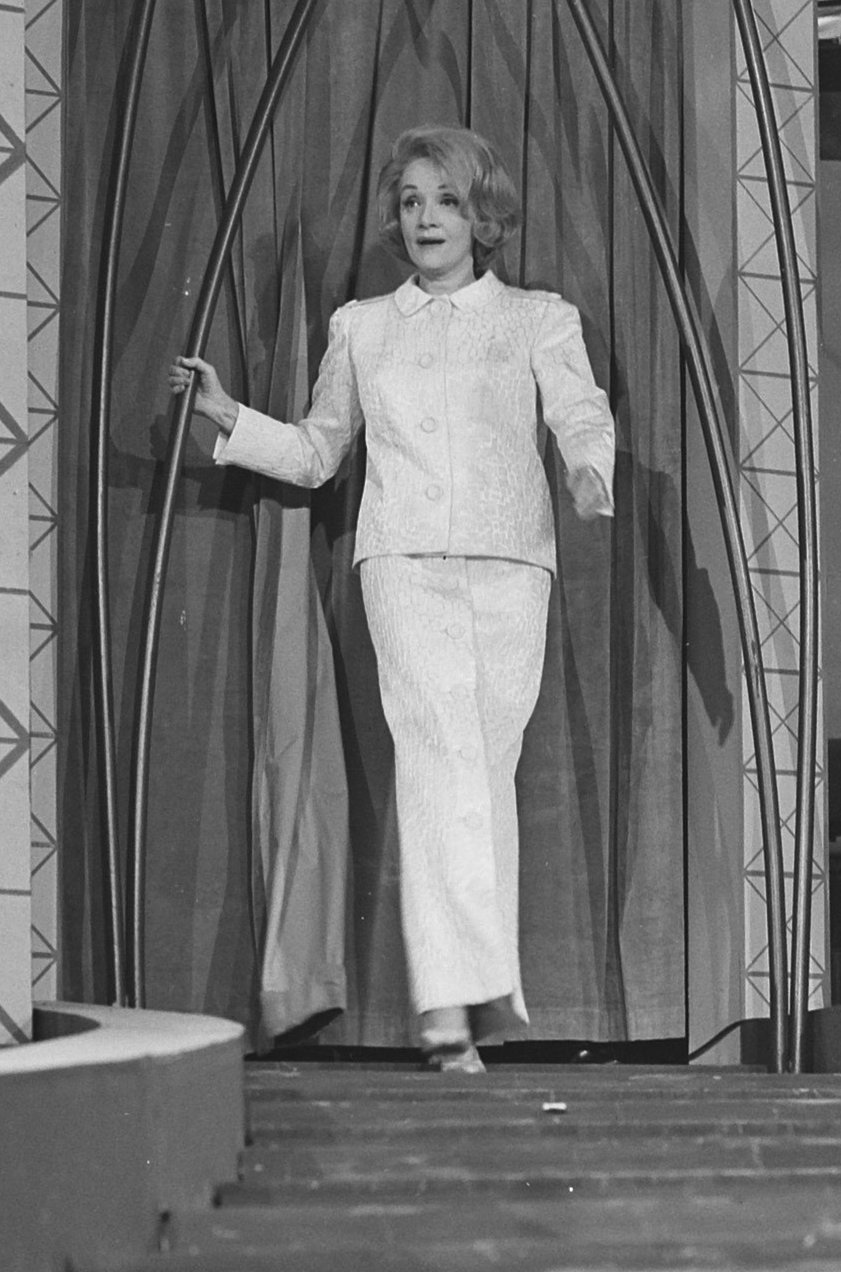
Marlene Dietrich, 1963

Marlene Dietrich trat 1962 in Düsseldorf bei der UNICEF-Gala auf. 1963 folgte in Baden-Baden ein Gastauftritt beim Deutschen Schlager-Festival. Im selben Jahr trat sie, wie die Band The Beatles, im Prince of Wales Theatre im Londoner West End bei der Royal Variety Performance auf.
Bis zu ihrem 75. Lebensjahr tourte sie durch zahlreiche Länder. Sie war die erste deutsche Künstlerin, die nach dem Zweiten Weltkrieg in der Sowjetunion auftrat. Auch bei Konzerten in Polen und Israel wurde sie begeistert empfangen. Als Dietrich 1964 in der Warschauer Kongresshalle auftrat, begleitete sie dabei der polnische Musiker Czesław Niemen mit der Gruppe Niebiesko-Czarni. Sie hörte dabei sein Lied Czy mnie jeszcze pamiętasz, das ihr so gut gefiel, dass sie bald eine eigene Version davon aufnahm (Mutter, hast du mir vergeben?). In Israel warnte ihr Manager sie, Lieder mit deutschen Texten vorzutragen. Doch Dietrich widersetzte sich: „Ich singe nicht ein Lied auf Deutsch – sondern neun!“ Zunächst war das Publikum reserviert, doch dann applaudierte man ihr bewegt, beeindruckt von ihrem Mut und ihrer Ehrlichkeit. Damit war sie die erste Sängerin, die in Israel öffentlich deutsche Texte auf einer Bühne sang. Dietrich hatte auf dem Flug nach Israel von einer Stewardess ein israelisches Volkslied gelernt, das sie als Zugabe sang, wofür ihr das israelische Publikum Anerkennung zollte.

### Rückzug in Paris
Marlene Dietrich hatte zunehmend Alkoholprobleme und beendete ihre Bühnentätigkeit nach einem Oberschenkelhalsbruch, den sie sich bei einem Auftritt in Sydney am 29. September 1975 zugezogen hatte. Drei Jahre später trat sie letztmals für den Film Schöner Gigolo, armer Gigolo (1978) – unter anderem an der Seite von David Bowie – vor die Kamera. Nach den Dreharbeiten zog sie sich vollständig aus der Öffentlichkeit zurück und lebte mit nur wenigen Außenkontakten in ihrer Wohnung in der Avenue Montaigne 12 in Paris, wo sie in den letzten elf Jahren bis zu ihrem Tod angeblich ihr Bett nicht mehr verließ. Sie beschäftigte eine Sekretärin und eine Hausangestellte und ließ sich oft Speisen von einem deutschen Spezialitäten-Restaurant liefern. Bis auf die Angestellten und ihre enge Familie durfte niemand ihre Wohnung betreten.
Sie hielt mit den „Großen der Welt“ telefonisch Kontakt sowie mit Freunden und Angehörigen, die sie bis zu dreißig Mal am Tag anrief, vor allem ihre Tochter. Das Telefon war die einzige Verbindung zur Außenwelt, über die Dietrich aber immer noch großen Einfluss auf ihre Umwelt nahm. Angeblich beglichen die französischen Behörden Dietrichs Telefonrechnungen. 
Der Journalist Peter Bermbach, der zum Kreis ihrer Telefonpartner gehörte, erinnerte sich später: „Wir diskutierten stundenlang, abendelang, soweit das möglich war. Denn ich hatte schnell bemerkt, dass sie gegen Abend anfing, nach Worten zu suchen und zu lallen. Der Charme und die freche Berliner Schnauze waren stets da. Aber sie antwortete einfach nicht oder fing ein anderes Thema an oder begann zu singen. Ja, Marlene sang mir immer öfter ihre Lieblings-Chansons vor.“

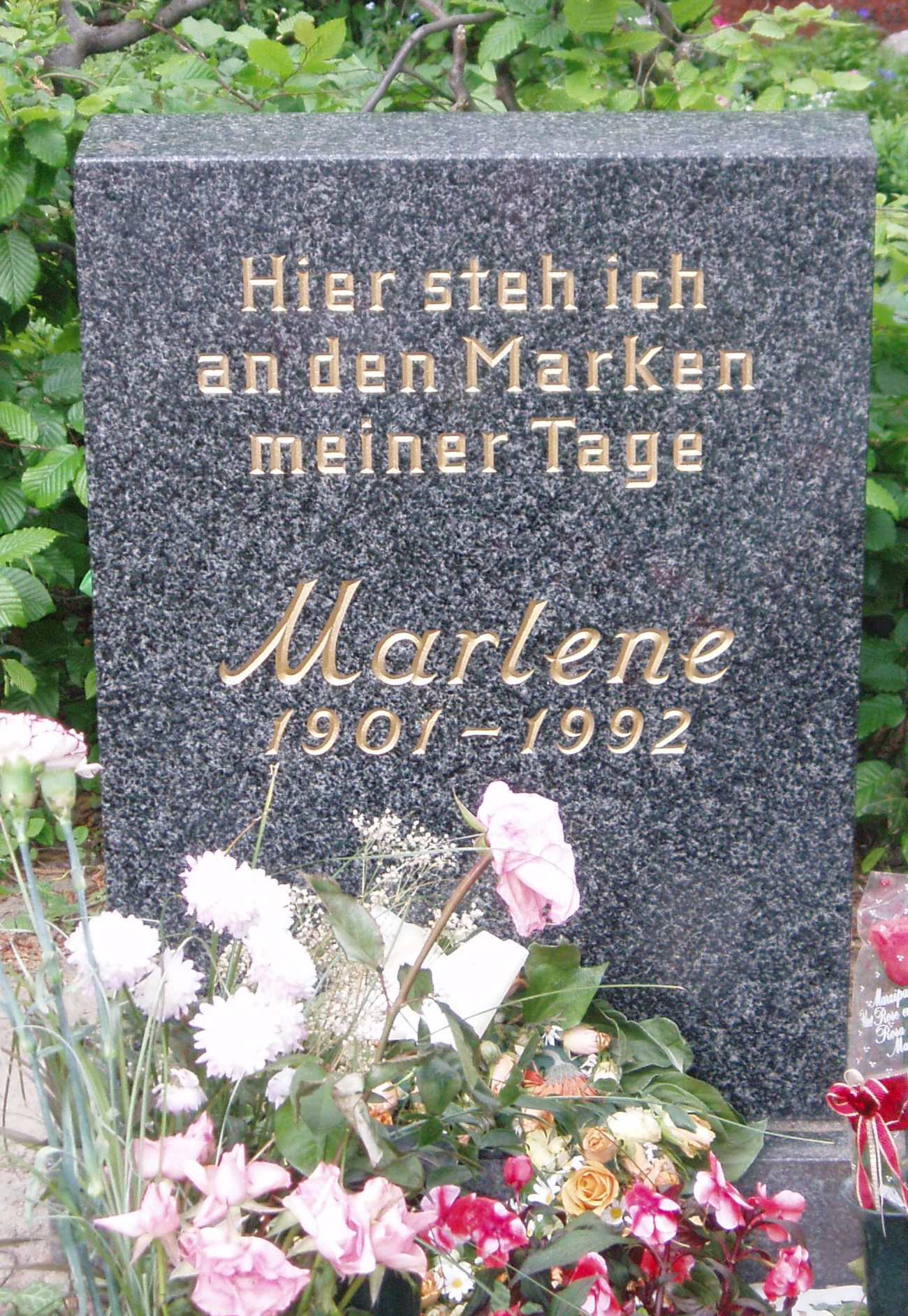
Marlene Dietrichs Ehrengrab auf dem Friedhof Schöneberg III in Berlin-Friedenau, Zitat von Theodor Körner

Nur einmal in ihren letzten Lebensjahren willigte Dietrich ein, an einem Dokumentarfilm über sie mitzuwirken. Der Schauspieler und Regisseur Maximilian Schell erhielt ihre Zustimmung, sie zu filmen. Kurz vor Beginn der Dreharbeiten (28. September bis 5. Oktober 1982) zog sie die Einwilligung zurück und gestattete nur noch Tonbandaufnahmen. Als Schell sie während des Interviews darauf ansprach, sagte sie: “I’ve been photographed to death […]” („Ich bin zu Tode fotografiert worden […]“). Schell änderte das Konzept seines Filmes und unterlegte die Tonbandaufnahmen mit Fotos und Ausschnitten aus Dietrichs Filmen. Der Film endet mit der Rezitation des Gedichts O lieb, so lang du lieben kannst von Ferdinand Freiligrath, die Dietrich zu Tränen rührte. Der Film Marlene (1984) war als bester Dokumentarfilm für einen Oscar nominiert und gewann mehrere europäische Preise. Kurz vor ihrem Tod sprach sie mit Maximilian Schell darüber, ihren Nachruf vorher selbst zu sprechen (s. Welt vom 26.6.12).
Marlene Dietrichs erstes Buch erschien 1963 unter dem Titel ABC meines Lebens, 1979 wurde ihre Autobiografie Nehmt nur mein Leben veröffentlicht. 1987 erschien eine leicht abgewandelte Fassung, Ich bin, Gott sei Dank, Berlinerin. Ein Jahr nach Dietrichs Tod veröffentlichte ihre Tochter, Maria Riva, das Buch Meine Mutter Marlene. Dietrich soll sie vor ihrem Tod darum gebeten haben: „Schreib ein Buch über mich. Nur Du kannst es.“

### Tod und zögerliche Anerkennung in ihrer Heimatstadt
Marlene Dietrich starb am 6. Mai 1992 im Alter von 90 Jahren in Paris, nachdem sie zwei Tage zuvor einen zweiten Schlaganfall erlitten hatte. Dietrich wurde nach einer großen Trauerfeier in der Pariser Madeleine in Berlin mit großer Anteilnahme der Bevölkerung auf dem Friedhof Schöneberg III in einem schlichten Grab in der Abt. 34–363 nahe der Grabstätte ihrer Mutter am 16. Mai in der Abt. 17–486 beigesetzt. Die Trauerfeier wurde von der ARD live übertragen. Die Grabstätte gehört zu den Ehrengräbern des Landes Berlin. Die Grabinschrift Hier steh ich an den Marken meiner Tage ist eine Zeile aus dem Sonett Abschied vom Leben vom seinerzeit schwer verwundeten Dichter Theodor Körner.
In den Tagen nach ihrem Tod war sie kaum mehr umstritten, wurde nur noch von wenigen als „Vaterlandsverräterin“ diffamiert. Leserbriefschreiber und die Schauspielerin Evelyn Künneke kritisierten sie, eine geplante Gedenkveranstaltung wurde – offiziell aus organisatorischen Gründen – abgesagt. Noch 1996 gab es in Berlin Kontroversen um die Benennung einer Straße nach ihr.
Der damalige Berliner Bezirk Tiergarten gab 1997 dem zentralen Platz zwischen den neuerbauten Potsdamer-Platz-Arkaden, Hotel Grand Hyatt und Musicaltheater/Casino den Namen „Marlene-Dietrich-Platz“. Die Widmung lautet: „Berliner Weltstar des Films und des Chansons. Einsatz für Freiheit und Demokratie, für Berlin und Deutschland“. Zu ihrem 100. Geburtstag im Jahr 2001 entschuldigte sich das Land Berlin offiziell für die Anfeindungen. Posthum erhielt sie am 16. Mai 2002 die Ehrenbürgerschaft Berlins.

## Wirkung und Rezeption

### Stilikone
Marlene Dietrich gilt als der Inbegriff einer Stilikone. Sie schaffte es jahrzehntelang, sich immer wieder optisch neu zu erfinden, zu inszenieren und modische Trends zu setzen. Dabei verkörperte sie Glamour, Eleganz und Perfektion. Für großes Aufsehen sorgte sie erstmals in der wohl berühmtesten Szene des Films Der Blaue Engel von 1930, in der sie in ihrer Rolle als Nachtklubsängerin in Strapsen, Pumps und mit einem Zylinder auf dem Kopf auf einem Fass sitzt, ihr rechtes Bein mit den Armen vor der Brust anwinkelt und das Lied Ich bin von Kopf bis Fuß auf Liebe eingestellt singt. Durch die Szene wurde sie zum Sexsymbol und ihre langen Beine zu ihrem Markenzeichen. In Hollywood angekommen, begann die bis dahin eher drall wirkende Dietrich mit ihrer Verwandlung zur Femme fatale. Sie nahm etwa 30 Pfund ab, ließ sich die feinste Garderobe schneidern und perfektionierte ihr Make-up; ihre hohen, dünngezupften Augenbrauen zog sie mit schwarzem Kajal nach, trug mehrere Schichten Lidschatten auf, um ihre Augen größer wirken zu lassen, und schminkte sich einen herzförmigen Kussmund. Für die Betonung ihrer hohen Wangenknochen ließ sie sich vier Backenzähne ziehen.

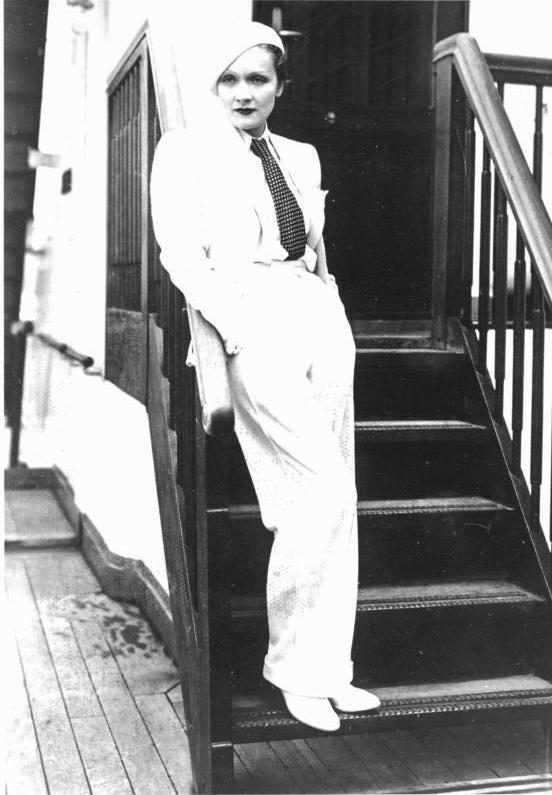
Marlene Dietrich (1933)

In Marokko, ihrem ersten Hollywoodfilm aus dem Jahr 1930, küsste sie im Smoking eine andere Frau. Damit revolutionierte Dietrich nicht nur die Modewelt, sondern brach gleichzeitig mit der tradierten Geschlechterrolle. Bis dahin war der Smoking ein den Männern vorbehaltenes Kleidungsstück. Dietrich zeigte sich jedoch auch privat in Herrenbekleidung und ließ sich vielfach in Anzug und Krawatte fotografieren. Die von ihr getragenen, weit geschnittenen und hoch in der Taille sitzenden Stoffhosen wurden so oft kopiert, dass sie unter dem Begriff Marlene-Hose Einzug in viele Modelexika gefunden haben. Ihr maskuliner Kleidungsstil verlieh ihr eine androgyne Ausstrahlung, von der sich Frauen und Männer gleichermaßen angezogen fühlten. Kenneth Tynan, einer ihrer Freunde, schrieb über sie: “She has sex but no positive gender.” („Sie hat Sexappeal, aber keine klare Geschlechtsidentität.“)
Ab den 1950er Jahren sorgten ihre Bühnenkleider für großes Aufsehen, die sie mit dem Kostümdesigner Jean Louis kreierte und die die Londoner Presse als „die höchste Errungenschaft der Theaterwelt seit der Erfindung der Falltür“ feierte. Aus einem in Italien gefertigten Gewebe namens „Souffle“, das für sie in ihrem Hautton eingefärbt wurde, nähte man in gleichem Schnitt wie ihr verborgenes Mieder ein enges, bodenlanges Kleid, in dem sie nur noch trippeln konnte. In diesem Kleid stand sie stundenlang vor einem Spiegel und ließ sich von Stickerinnen aus US-amerikanischen Filmstudios Pailletten, Perlen, Tasseln oder Kristallsteine auf das Kleid applizieren, die nicht selten bis zu fünfzigmal versetzt wurden, bis Dietrich mit der optischen Wirkung zufrieden war. Mit winzigen roten Fädchen wurden die Steine, Tasseln und Perlen auf dem Kleid markiert und Dietrich arbeitete mit den Stickerinnen oft mehrere Monate an der Umsetzung. Eine bekannte US-amerikanische Kostümdesignerin sagte: „Man macht keine Kleider für ‚die Dietrich‘, man macht sie mit ihr.“
In diesen Kleidern, von denen Dietrich mehrere Dutzend hatte anfertigen lassen, war sie elegant angezogen, aber wirkte doch nackt und wie mit „Sternen übersät“. Sie sagte über sich selbst: „Ich kann nicht singen. Also muss das, was ich trage, eine Sensation sein.“
Sehr eindrucksvoll war ihr Bühnenmantel mit einer etwa drei Meter langen runden Schleppe, spiralförmigen Ärmeln und einem runden Kragen aus Schwanenfell. Manche Zeitungen verstiegen sich zu der Annahme, er würde aus außerirdischem Material bestehen. Dietrich reiste immer mit zwei solchen Mänteln, die vor dem Auftritt mehrere Minuten lang aufgeschüttelt werden mussten, um ihr volles Volumen zu entfalten. Es wurde unsinnig kolportiert, dass 3000 Schwäne für diese Mäntel ihr Leben gelassen hätten. Ein anderes Prinzip ihrer „Nacktkleider“ wandte sie bei ihren „Windkleidern“ an, bei dem der Souffle an ihr Mieder, auch aus Souffle, drapiert und vernäht wurde und in langen Schleiern durch eine Windmaschine gegen und von ihrem Körper weggeweht wurde, fest vernäht und scheinbar nur von einem Schmuckstück in Höhe der Hüfte gehalten, damit ihre Beine zur Geltung kamen.
Marlene Dietrich war das begehrte Objekt vieler Fotografen. Sie wurde durch die Fotos von Edward Steichen, Irving Penn, Richard Avedon, Milton Greene, Bob Willoughby, François Gragnon, John Engstead, George Hurrell, Antony Armstrong-Jones, Cecil Beaton und Willy Rizzo unsterblich.

### Markenrecht
Mit Beschluss vom 24. April 2008 entschied der Bundesgerichtshof in Bezug auf ein Marlene-Dietrich-Porträt, dass das Bildnis einer (lebenden oder verstorbenen) Person grundsätzlich dem Markenschutz zugänglich ist. Danach wurde die Bildmarke „Marlene Dietrich“ beim Deutschen Patent- und Markenamt unter anderem für Bekleidungs-, Schuhwaren und Kopfbedeckungen eingetragen.

## Nachlass
Am 24. Oktober 1993 wurde der Großteil von Dietrichs Nachlass an die Stiftung Deutsche Kinemathek verkauft, nachdem US-Institutionen kein Interesse daran gezeigt hatten. Der Nachlass wurde Teil der Ausstellung im Filmmuseum Berlin. Die Sammlung enthält mehr als 3000 Kleidungsstücke aus den 1920er bis zu den 1990er Jahren, darunter sowohl Film- und Bühnenkostüme als auch mehr als 1000 Teile aus ihrer persönlichen Garderobe; 15.000 Fotografien, unter anderem von Cecil Beaton, Horst P. Horst, George Hurrell, Lord Snowdon und Edward Steichen; 300.000 Dokumentseiten, darunter Korrespondenz mit Burt Bacharach, Yul Brynner, Maurice Chevalier, Noël Coward, Jean Gabin, Ernest Hemingway, Karl Lagerfeld, Nancy und Ronald Reagan, Erich Maria Remarque, Josef von Sternberg, Orson Welles und Billy Wilder sowie Filmposter und Tonaufnahmen.
Stücke aus Dietrichs Apartment in Manhattan wurden, gemeinsam mit anderen persönlichen Dingen wie Schmuck und Kleidung, in einer öffentlichen Auktion von Sotheby’s in Los Angeles am 1. November 1997 versteigert. Das Apartment in der Park Avenue wurde 1998 für 615.000 US-Dollar verkauft. Ein diamantbesetzter Goldring, den Bernd Eichinger bei dieser Auktion ersteigerte und seiner damaligen Partnerin Katja Flint schenkte, wurde im Juli 2018 für einen guten Zweck bei der Auktionsplattform United Charity versteigert.

## Filmografie

### Stummfilme
- 1923: So sind die Männer – Regie: Georg Jacoby
- 1923: Der Mensch am Wege – Regie: Wilhelm Dieterle
- 1923: Tragödie der Liebe – Regie: Joe May
- 1924: Der Sprung ins Leben – Regie: Johannes Guter
- 1925: Der Tänzer meiner Frau – Regie: Alexander Korda
- 1926: Manon Lescaut – Regie: Arthur Robison
- 1926: Madame wünscht keine Kinder – Regie: Alexander Korda
- 1927: Eine Dubarry von heute – Regie: Alexander Korda
- 1927: Der Juxbaron – Regie: Willi Wolff
- 1927: Kopf hoch, Charly! – Regie: Willi Wolff
- 1927: Sein größter Bluff – Regie: Harry Piel
- 1927: Café Elektric – Regie: Gustav Ucicky
- 1928: Prinzessin Olala – Regie: Robert Land
- 1929: Ich küsse Ihre Hand, Madame – Regie: Robert Land
- 1929: Die Frau, nach der man sich sehnt – Regie: Kurt Bernhardt
- 1929: Das Schiff der verlorenen Menschen – Regie: Maurice Tourneur
- 1930: Gefahren der Brautzeit – Regie: Fred Sauer

### Tonfilme
- 1930: Der blaue Engel – Regie: Josef von Sternberg
- 1930: Marokko (Morocco) – Regie: Josef von Sternberg
- 1931: Entehrt (Dishonored) – Regie: Josef von Sternberg
- 1932: Shanghai-Express (Shanghai Express) – Regie: Josef von Sternberg
- 1932: Blonde Venus – Regie: Josef von Sternberg
- 1933: Das Hohe Lied (The Song of Songs) – Regie: Rouben Mamoulian
- 1934: Die scharlachrote Kaiserin (The Scarlett Empress) – Regie: Josef von Sternberg
- 1935: Der Teufel ist eine Frau (The Devil is a Woman) – Regie: Josef von Sternberg
- 1936: Perlen zum Glück (Desire) – Regie: Frank Borzage
- 1936: I Loved a Soldier (unvollendet) – Regie: Henry Hathaway
- 1936: Der Garten Allahs (The Garden of Allah) – Regie: Richard Boleslawski
- 1937: Tatjana (Knight without armour) – Regie: Jacques Feyder
- 1937: Engel (Angel) – Regie: Ernst Lubitsch
- 1939: Der große Bluff (Destry Rides Again) – Regie: George Marshall
- 1940: Das Haus der sieben Sünden (Seven Sinners) – Regie: Tay Garnett
- 1941: Die Abenteurerin (The Flame of New Orleans) – Regie: René Clair
- 1941: Herzen in Flammen (Manpower) – Regie: Raoul Walsh
- 1942: Fräulein Mama (The Lady Is Willing) – Regie: Mitchell Leisen
- 1942: Die Freibeuterin (The Spoilers) – Regie: Ray Enright
- 1942: Pittsburgh – Regie: Lewis Seiler
- 1944: Follow the Boys – Regie: Edward E. Sutherland
- 1944: Kismet – Regie: William Dieterle
- 1946: Martin Roumagnac – Regie: Georges Lacombe
- 1947: Goldene Ohrringe (Golden Earrings) – Regie: Mitchell Leisen
- 1948: Eine auswärtige Affäre (A Foreign Affair) – Regie: Billy Wilder
- 1949: Jigsaw – Regie: Fletcher Markle
- 1950: Die rote Lola (Stage Fright) – Regie: Alfred Hitchcock
- 1951: Die Reise ins Ungewisse (No Highway in the Sky) – Regie: Henry Koster
- 1952: Engel der Gejagten (Rancho Notorious) – Regie: Fritz Lang
- 1956: In 80 Tagen um die Welt (Around the World in Eighty Days) – Regie: Michael Anderson
- 1957: Die Monte Carlo Story (Monte Carlo) – Regie: Samuel A. Taylor
- 1957: Zeugin der Anklage (Witness for the Prosecution) – Regie: Billy Wilder
- 1958: Im Zeichen des Bösen (Touch of Evil) – Regie: Orson Welles
- 1961: Urteil von Nürnberg (Judgement at Nuremberg) – Regie: Stanley Kramer
- 1964: Zusammen in Paris (Paris When It Sizzles) – Regie: Richard Quine
- 1978: Schöner Gigolo, armer Gigolo – Regie: David Hemmings

### Dokumentarfilme mit Marlene Dietrich
- 1962: Black Fox: The True Story of Adolf Hitler – Regie: Louis Clyde Stoumen
- 1973: I Wish You Love – Regie: Clark Jones
- 1984: Marlene – Regie: Maximilian Schell

## Theatrografie
- 1922: Der Widerspenstigen Zähmung (Großes Schauspielhaus Berlin)
- 1922: Die Büchse der Pandora (Inszenierung des Stücks von Frank Wedekind durch Carle Heine am Deutschen Theater Berlin)
- 1923: Thimoteus in flagranti (Deutsches Theater Berlin)
- 1923: Der Kreis (Stück von William Somerset Maugham, Deutsches Theater Berlin)
- 1923: Penthesilea (Stück von Heinrich Kleist, Deutsches Theater Berlin)
- 1926: Duell am Lido (Komödie in 3 Akten von Hans José Rehfisch, Großes Schauspielhaus Berlin)
- 1926: Von Mund zu Mund (Revue in 18 Bildern von Erik Charell, Großes Schauspielhaus Berlin)
- 1927: Wenn man zu Dritt … (Operette von Josef Szulc und Pierre Veber, Wiener Kammerspiele)
- 1927: Broadway (Kriminalstück von George Dunning und Philipp Abbott, Wiener Kammerspiele)
- 1928: Es liegt in der Luft (Revue in 24 Bildern, Komödie am Kurfürstendamm)
- 1928: Eltern und Kinder (1910; ursprünglich Mesalliance oder Falsch verbunden, Komödie von George Bernard Shaw, Großes Schauspielhaus Berlin)
- 1929: Zwei Krawatten (Revue von Georg Kaiser, Musik Mischa Spoliansky, Berliner Theater)

## Lieder (Auswahl)
- Wenn die beste Freundin
- Es liegt in der Luft
- Ich bin die fesche Lola
- Kinder, heut’ abend, da such ich mir was aus
- Ich bin von Kopf bis Fuß auf Liebe eingestellt
- Nimm dich in Acht vor blonden Frau’n
- Falling in Love Again
- Blonde Women
- Quand l’Amour meurt
- Give Me the Man
- Wenn ich mir was wünschen dürfte
- Leben ohne Liebe kannst du nicht
- Jonny, wenn du Geburtstag hast
- Peter
- Allein in einer großen Stadt
- Mein blondes Baby
- Hot Voodoo
- Awake in a Dream
- You’ve Got That Look
- The Boys in the Backroom
- Lili Marleen
- Illusions
- The Laziest Gal in Town
- Mein Mann ist verhindert
- I May Never Go Home Anymore
- Die Welt war jung
- Ich hab noch einen Koffer in Berlin
- Paff, der Zauberdrachen (auch englisch Puff, the Magic Dragon)
- Sag mir, wo die Blumen sind
- Die Antwort weiß ganz allein der Wind
- Wenn die Soldaten durch die Stadt marschieren
- In den Kasernen
- Bitte geh nicht fort (Ne me quitte pas)
- Cherche la Rose
- Marie, Marie
- Ich weiß nicht, zu wem ich gehöre
- Ich werde dich lieben (Theme for Young Lovers)
- Du hast ja keine Ahnung, wie schön du bist, Berlin
- Wo hast du nur die schönen blauen Augen her
- Lieber Leierkastenmann
- Untern Linden… untern Linden
- Das war in Schöneberg
- Das war sein Milljöh
- Wenn du einmal eine Braut hast
- Just a Gigolo

## Auszeichnungen und Ehrungen (Auswahl)

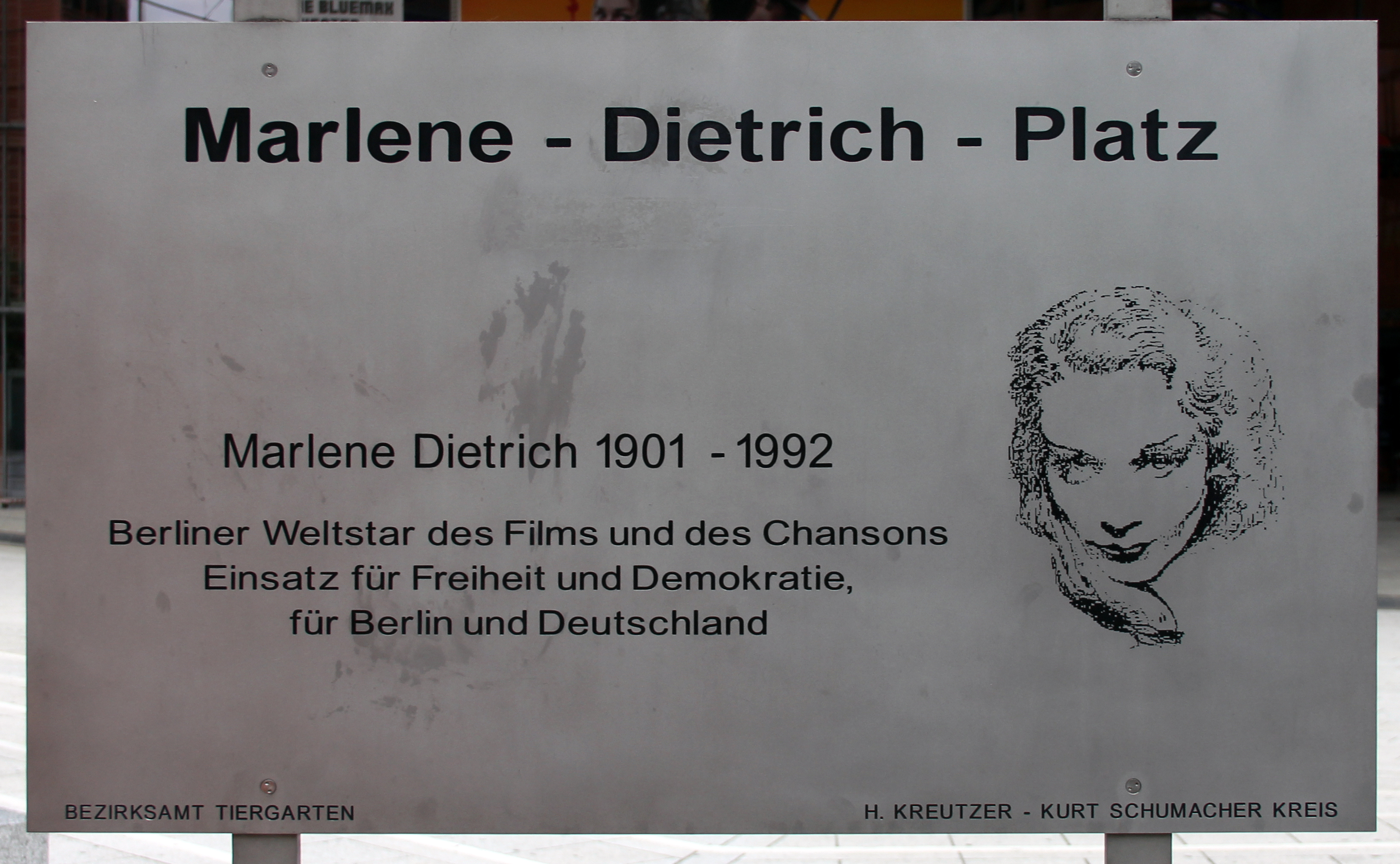
Gedenktafel auf dem Marlene-Dietrich-Platz, Berlin-Tiergarten

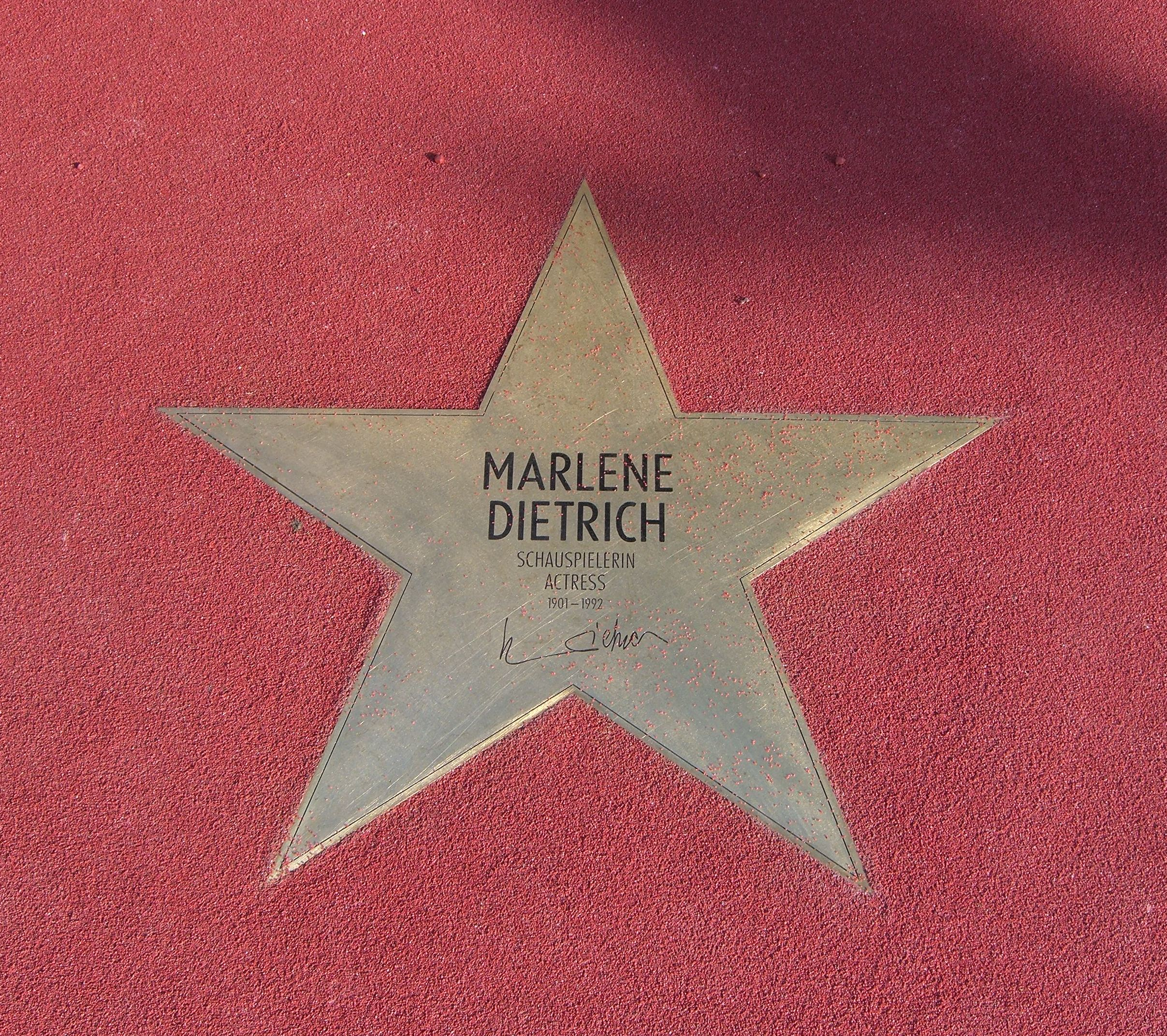
Stern für Marlene Dietrich auf dem Boulevard der Stars in Berlin

### Auszeichnungen der Showbranche
- 1931: Nominierung für den Oscar als beste Hauptdarstellerin im Film Marokko
- 1958: Nominierung für den Golden Globe als beste Hauptdarstellerin – Drama im Film Zeugin der Anklage
- 1958: Auszeichnung mit dem Laurel Award (2. Platz) für ihre dramatische Vorstellung in Zeugin der Anklage
- 8. Februar 1960: Stern auf dem Hollywood Walk of Fame (6400 Hollywood Blvd.)
- 1962: Auszeichnung mit dem David di Donatello für ihre schauspielerische Leistung in Urteil von Nürnberg
- 21. April 1968: Auszeichnung mit dem Special Tony Award
- 1980: Ehrenauszeichnung beim Deutschen Filmpreis
- 12. Februar 2010: erster[74] Stern auf dem Boulevard der Stars in Berlin
- 2012: Stern der Satire in Mainz

### Sonstige Ehrungen
- Der 1923 entdeckte Asteroid (1010) Marlene ist nach ihr benannt.
- 1940/41: Max Ernst schuf das Gemälde Marlene, das ihre Gesichtszüge trägt.
- 1947: Auszeichnung mit der Freiheitsmedaille (Medal of Freedom), der höchsten zivilen Auszeichnung der Vereinigten Staaten von Amerika
- 1950: Ernennung zum Ritter der französischen Ehrenlegion (Chevalier de la Légion d’Honneur)
- 31. Oktober 1960: Auszeichnung des Staates Israel
- 16. März 1963: Verleihung des belgischen Leopoldsorden durch den belgischen König
- 1971: Ernennung zum Offizier der französischen Ehrenlegion (Officier de la Légion d’Honneur)
- 1972: Medaille der Freiheit der US-Frontkämpfervereinigung
- 1989: Ernennung zum Kommandeur der französischen Ehrenlegion (Commandeur de la Légion d’Honneur)
- Am 14. August 1997 erschien Marlene Dietrichs Konterfei auf einer deutschen Briefmarke in der Dauermarkenserie Frauen der deutschen Geschichte.
- 8. November 1997: Benennung des Marlene-Dietrich-Platzes[75] in Berlin-Tiergarten (Lage)
- 16. Mai 2002: Postume Verleihung der Ehrenbürgerschaft von Berlin
- 2007 brachte der deutsche Luxus-Schreibgerätehersteller Montblanc die Marlene Dietrich Special Edition auf den Markt. Die limitierte Kollektion besteht aus Füllfederhaltern und Kugelschreibern aus schwarzem Edelharz, die mit einem dunkelblauen Saphir verziert sind.[76]

## Werke über Marlene Dietrich

### Tondokumente
- Marlene-Songs. Mit Judy Winter im Renaissance-Theater Berlin. duo-phon records, Berliner Musenkinder spezial 1998, Produktion: Volker Kühn.
- Sag mir, dass du mich liebst – Zeugnisse einer Leidenschaft. Marlene Dietrich und Erich Maria Remarque. Hörspiel, 2002, 105 Min., Autorin: Evelyn Dörr, Produktion: NDR, Ausstrahlung: 16. April 2004.
- Judy meets Marlene. Judy Winter liest und singt Marlene Dietrich. duo-phon records, Berliner Musenkinder spezial 2003, Hörbuch und Produktion: Volker Kühn.
- Marlene Dietrich. Ein Leben. Eine Hörbiografie. Von Werner Sudendorf, Argon Verlag, Berlin 2008, ISBN 978-3-86610-516-4.

### Verfilmungen und Filmdokumentationen
- Marlene. Dokumentarfilm, Deutschland, 1984, 94 Min., Regie: Maximilian Schell, Dokumentation über und mit Tonaufnahmen der Künstlerin.
- Joseph Vilsmaier verfilmte 1999/2000 das Leben von Marlene Dietrich mit fiktiven Einschüben. Der Spielfilm erhielt den Titel Marlene und Katja Flint übernahm die Titelrolle.
- Marlene Dietrich – Her own song. Dokumentarfilm, USA, Deutschland, 2001, 105 Min., Buch: Karin Kearns, Regie: John Michael Riva.[47]
- Hitlers Frauen. Marlene Dietrich, die Gegnerin. Dokumentarfilm, Deutschland, 2001, 42:36 Min., Buch und Regie: Matthias Unterburg, Produktion: ZDF, arte, online-Video.
- Eine unvollendete Liebe. Marlene Dietrich und Jean Gabin. Dokumentarfilm, Deutschland, 2012, 52:30 Min., Buch und Regie: Daniel Guthmann, Christian Buckhard, Produktion: DG Filmproduktion, WDR, arte, Erstsendung: 9. Februar 2013 bei arte, Inhaltsangabe von ORF III.
- Das letzte Kleid der Marlene Dietrich. Dokumentarfilm, Deutschland, 2017, 26:15 Min., Buch und Regie: Sabine Carbon und Felix Oehler, Produktion: CO2Film, rbb, arte, Erstsendung: 7. Mai 2017 bei arte, Inhaltsangabe von ARD, mit den Modeschöpfern Wolfgang Joop, Lisa Lang und Anja Dragan.

### Bühneninszenierungen
- Hannes Stöhr schrieb das Theaterstück „Marlene in Hollywood“[77], welches er 2023 mit dem Theater Lindenhof in  Burladingen-Melchingen, Schwäbische Alb, inszenierte. Die Uraufführung fand dort im Mai 2023 statt.[78] Das Theaterstück wurde von der Marlene Dietrich Collection der Deutschen Kinemathek  unterstützt, es thematisiert die Zeit Marlene Dietrichs in Hollywood.[79]
- Friedrich Kurz verfasste 1993 ein Musical unter dem Titel Sag mir wo die Blumen sind.
- Drama von Pam Gems (Großbritannien): Marlene. Deutschsprachige Erstaufführung inszeniert von Volker Kühn mit Judy Winter als Marlene Dietrich, UA: 28. Juni 1998, Renaissance-Theater Berlin, über 500 Mal bis 12. April 2004.
- BettGeschichten. Das Erinnern der Marlene Dietrich. Tanztheater, Choreografie: Katja-Erdmann-Rajski, UA: 14. November 2009, Theater Rampe Stuttgart,[80] Programmheft (PDF; 36 S., 3,4 MB).
- 2020: Musikalische Biografie mit Gudrun Schade: Marlene und die Dietrich. Musiktheater im Revier, inszeniert von Carsten Kirchmeier, UA: 7. Februar 2020 (Stadthalle Waltrop).[81]
- Schwestern? War'n wir gestern! (Eine Revue über Marlene Dietrich und ihre Schwester Elisabeth), mit Gudrun Liemberger und Manuela Seidl, Buch: Peter Kraxner & Marius Schiener, Regie: Marius Schiener, Choreographie: Amy Partelli, Musikalische Leitung: Gabor Rivo; UA: 19. November 2022, Theater Forum Schwechat.[82]